# Ambidextrie

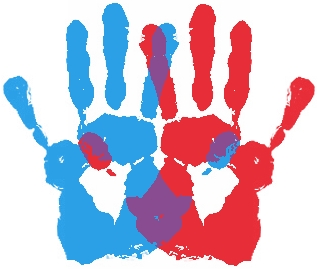
L'ambidextrie est le fait de pouvoir utiliser ses deux mains avec la même facilité.

L'ambidextrie est la capacité pour une personne d'être aussi habile avec les deux bras (mains) (le terme est aussi, plus rarement, employé pour les jambes (pieds), par exemple pour le pied d'appel, mais devrait en réalité faire référence à toutes les parties du corps).[réf. nécessaire]
Entre 85 % et 90 % de la population est droitière, environ 10 % à 15 % est gauchère, et un petit pourcentage est ambidextre, ou ambimane.
Les ambidextres naturels sont relativement rares ; c'est le plus souvent une faculté acquise, et la plupart des ambidextres ont toujours une main préférentielle pour effectuer certains types de tâches. Une partie des personnes n'a, cependant, aucune latéralisation[réf. souhaitée] : elles n'ont pas de main préférentielle depuis leur naissance. On peut d'ailleurs remarquer que les bébés n'ont en général pas de main préférentielle et se maintiennent dans une position plus stable que les adultes. On peut quantifier l'ambidextrie d'une personne en mesurant le degré de polyvalence de chacune de ses mains. Cependant, un ambidextre n'est pas plus apte qu'une personne latéralisée à utiliser un objet dans chaque main en même temps (car cela nécessite une bonne synchronisation des membres et non de l'habileté). Les principales difficultés viennent du fait que chaque main est contrôlée par un hémisphère cérébral différent (la main droite est contrôlée par l'hémisphère gauche et la main gauche par l'hémisphère droit ).
De nombreuses personnes ambidextres étaient originellement gauchères et ont appris à se servir davantage de leur main droite, soit par obligation (l'utilisation de la main gauche ayant tendance à marginaliser), soit volontairement pour rendre plus simples de nombreux gestes de la vie quotidienne.

## Quelques ambidextres célèbres

### Hommes de lettres
- Dr Albert Schweitzer : prix Nobel de la paix en 1952.

### Musiciens
- Michael Angelo Batio : guitariste de rock américain,
- Stef Kamil Carlens, guitariste de Zita Swoon,
- Billy Cobham : batteur,
- Kurt Cobain chanteur et guitariste du groupe grunge Nirvana qui écrit à la main droite et qui est gaucher à la guitare,
- Dominic Howard : batteur du groupe de rock anglais Muse,
- Gene Hoglan : batteur de nombreux groupes de métal, dont Dark Angel, Death, Strapping Young Lad, et Testament[4],
- Carter Beauford : batteur,
- Naza (rappeur),
- Ostad Elahi : musicien, poète et juriste iranien,
- Reinhard Goebel (1952-), violoniste et chef d'orchestre allemand,
- Eroll Garner, pianiste et compositeur de jaee
- Noel Gallagher: Guitariste de Oasis et leader de Noel Gallagher's High Flying Birds,
- Glenn Gould : pianiste et compositeur,
- Dick Heckstall-Smith : saxophoniste anglais,
- Jimi Hendrix : il joue de la guitare de la main gauche, il écrit de la main droite[réf. souhaitée],
- Jonghyun, leader vocal et danseur du groupe coréen SHINee, [réf. nécessaire]
- Bill et Tom Kaulitz : Chanteur et guitariste du groupe Tokio Hotel,
- Boby Lapointe : chanteur français,
- Herman Li : guitariste de DragonForce hong-kongais qui écrit de la main gauche et qui est droitier à la guitare, [réf. nécessaire]
- Paul McCartney : chanteur et musicien, membre des Beatles,
- Drew McConnell : bassiste de Babyshambles,
- Keith Moon, batteur de The Who,
- Jimmy Page, guitariste de Led Zeppelin,
- Simon Phillips : batteur,
- Mikuni Shimokawa : pianiste et chanteuse de J-pop, [réf. nécessaire]
- Ringo Starr : batteur et chanteur, membre des Beatles,
- Kim Hyo-Yeon, danseuse principale et chanteuse du groupe coréen Girls' Generation, [réf. nécessaire]
- Kim Tae-hyung, acteur et chanteur membre du groupe coréen BTS,
- Miley Ray Cyrus, chanteuse.
- Watkin Tudor Jones, chanteur du groupe Die Antwoord.

### Hommes politiques
- James Abram Garfield : vingtième président des États-Unis d'Amérique,
- Nathalie Kosciusko-Morizet : députée de la quatrième circonscription de l'Essonne et présidente du groupe Les Républicains au conseil de Paris[5].

### Hommes de sciences
- Henri Poincaré : mathématicien, physicien et philosophe français,
- Auguste Piccard : physicien - océanographe, océanaute et aéronaute suisse : premiers vols dans la stratosphère (dès 1931) où il bat le record du monde en 1932 en atteignant 16 000 m d'altitude et plusieurs plongées dans l'océan (deux fois records du monde),
- Nikola Tesla : physicien, inventeur et ingénieur serbe,
- Léonard de Vinci.

### Peintres
- Michel-Ange[6],
- Léonard de Vinci,
- Raoul Dufy.

### Sportifs
- Mason Greenwood: joueur de football professionnel évoluant à l’Olympique de Marseille
- Thilo Kehrer : joueur de football professionnel évoluant à l' Association sportive de Monaco Football Club,
- Pedro : joueur de football professionnel évoluant Lazio Rome,
- Julian Draxler : joueur de football professionnel évoluant au Al-Ahli Sports Club (Doha),
- Santi Cazorla : joueur de football professionnel évoluant au Real Oviedo,
- Yannick Ferreira Carrasco : joueur de football professionnel évoluant à Al-Shabab Football Club,
- Nani : ancien  joueur de football professionnel,
- Ousmane Dembélé : Joueur de football professionnel évoluant au PSG,
- David Villa :  ancien joueur de football professionnel ,
- Charles Junior Musonda : jeune joueur de football professionnel évoluant au Anórthosis Famagouste,
- Cristiano Ronaldo : joueur de football professionnel évoluant à Al-Nassr Football Club,
- Brahim Díaz : joueur de football professionnel évoluant au Real Madrid,
- Neymar : joueur de football professionnel évoluant au  Santos Futebol Clube,
- Marek Hamšík : ancien  joueur de football professionnel ,
- Andrés Iniesta : ancien joueur de football professionnel ,
- Son Heung-min : joueur de football professionnel évoluant a Tottenham Hotspur,
- Wesley Sneijder : ancien joueur de football professionnel,
- Henrikh Mkhitaryan : joueur de football professionnel évoluant à l'Inter Milan
- Sofiane Feghouli : joueur de football professionnel sans club ,
- Toni Kroos :  ancien joueur de football professionnel
- Adrian Dangly : joueur de basket-ball,
- Bill Durnan : gardien de but de hockey sur glace,
- Gordie « Mr Hockey » Howe : joueur de hockey sur glace,
- Evgenia Kulikovskaya : joueuse de tennis,
- Maria Sharapova : Joueuse de tennis, gauchère au tennis jusqu'à l'âge de 11 ans puis droitière,
- Shawn Michaels : catcheur, il  dessine de la main gauche, mais écrit de la main droite,
- Ronnie O'Sullivan : joueur de snooker,
- LeBron James : joueur de basket-ball évoluant en NBA. Il tirait à la main gauche pendant les playoffs 2010 car blessé au coude droit,
- Zinédine Zidane : ancien joueur de football professionnel international français,
- Rabah Madjer : joueur de football professionnel ancien joueur du  FC Porto dont personne ne sait s'il est gaucher ou droitier,
- Michael Ballack : joueur retiré du football professionnel,
- Steven Gerrard : ancien footballeur international anglais,
- Pavel Nedved : joueur de football professionnel, ancien joueur de la Juventus,
- Jaroslav Plašil : joueur de football professionnel évoluant aux Girondins de Bordeaux,
- Paolo Maldini : joueur de football professionnel qui a évolué au Milan AC,
- Carlos Moyà : joueur de tennis qui écrit de la main gauche et est droitier au tennis,
- Camel Meriem : joueur de football professionnel à l'Apollon Limassol,
- Andrea Pirlo : ancien joueur de football professionnel international italien,
- Steve Nash : joueur de basket-ball professionnel évoluant en NBA aux Los Angeles Lakers,
- Daewon Song : skateur professionnel des États-Unis,
- Donald Young : joueur de tennis qui écrit de la main droite et est gaucher au tennis,
- Rafael Nadal : joueur de tennis qui écrit de la main droite et est gaucher au tennis,
- Kimiko Date-Krumm : joueuse de tennis qui écrit de la main gauche et est droitière au tennis,
- Angelique Kerber : joueuse de tennis qui écrit de la main droite et est gauchère au tennis,
- Paula Badosa Gibert : joueuse de tennis qui écrit de la main gauche et est droitière au tennis,
- Robbie Temple : joueur de squash qui joue indifféremment de la main gauche ou de la main droite[7],
- Glen Hoddle : joueur de football professionnel[8],
- John Wall : joueur de Basket-Ball professionnel en NBA,
- Stéphane Guivarc'h : ancien footballeur.

### Baseball
De nombreux joueurs de baseball frappent de façon gauchère et droitière, en anglais cela s'appelle un « switch hitter » parce qu'il peut alterner (en anglais : switch) entre gaucher et droitier. Ces joueurs apprennent à le faire dès leur jeune âge. Les lanceurs ambidextres sont très rares et aux Ligues majeures de baseball, il n'y a eu que deux lanceurs ambidextres depuis 1900 : Greg Harris des Expos de Montréal, et plus récemment, depuis 2015 : Pat Venditte des Athletics d'Oakland.

#### Frappeurs ambidextres notoires
Membres du Temple de la renommée du baseball :
- Frankie Frisch,
- Max Carey,
- Dave Bancroft,
- Cool Papa Bell,
- Mickey Mantle,
- Red Schoendienst,
- George Davis,
- Ozzie Smith,
- Eddie Murray.